# ادینا کوتسیس
ادینا کوتسیس (انگلیسی: Edina Kotsis؛ متولد ۲۷ ژوئن ۱۹۹۰) یک تکواندوکار مجارستانی است.
در مسابقات قهرمانی تکواندو جهان ۲۰۱۵ وی پس از شکست در مرحله نیمه نهایی مقابل اوا کالوو، در کلاس سبک‌وزن (پروزن) مدال برنز را به دست آورد. از موفقیت‌های او در مسابقات تکواندو قهرمانی اروپا می‌توان به مدال نقره در سال ۲۰۱۲ اشاره کرد. او همچنین در سال‌های ۲۰۰۸، ۲۰۱۰، ۲۰۱۴ و ۲۰۱۸ در مسابقات تکواندو قهرمانی اروپا شرکت کرده‌است.